# Communailles-en-Montagne
Communailles-en-Montagne korábbi község (település) Franciaországban, Jura megyében. 2016. január 1-jén a korábbi Mignovillard községgel egyesült és az így létrejött Mignovillard új község része lett.
Lakosainak száma 54 fő (2017. január 1.). Communailles-en-Montagne Censeau, Bief-du-Fourg, Mignovillard és Molpré községekkel határos.

## Népesség
A település népességének változása:
| Lakosok száma | 51   | 45   | 39   | 38   | 42   | 52   | 47   | 48   | 51   | 54   |
|               | 1962 | 1968 | 1975 | 1990 | 1999 | 2006 | 2008 | 2013 | 2015 | 2017 |